# (6271) Farmer
(6271) Farmer (1991 NF) – planetoida z pasa głównego asteroid okrążająca Słońce w ciągu 2,76 lat w średniej odległości 1,97 j.a. Została odkryta 9 lipca 1991 roku.